# Біллі Гантер
Біллі Гантер (англ. Billy Hunter; 2 квітня 1885, Алва — 2 січня 1937) — шотландський футболіст, що грав на позиції нападника. По завершенні ігрової кар'єри — тренер.

## Ігрова кар'єра
У дорослому футболі дебютував 1904 року виступами за команду «Міллволл», в якій провів п'ять сезонів і у 1908 та 1909 році став з командою переможцем Західної футбольної ліги.
1909 року перейшов до клубу «Болтон Вондерерз», у складі якого дебютував у сезоні 1909/10 у Першому дивізіоні, найвищій англійській лізі на той час. За його підсумками команда посіла останнє місце і вилетіла до Другого дивізіону, але там з другого місця відразу повернулась до еліти. Він в жовтні 1911 року Гантер отримав травму, після якої змушений був завершити ігрову кар'єру і перейшов до тренерської роботи. Всього він зіграв 279 матчів в обох командах (включаючи матчі ліги та кубків), забивши 74 голи.

## Кар'єра тренера
Розпочав тренерську кар'єру відразу ж по завершенні кар'єри гравця, 1912 року, очоливши тренерський штаб клубу «Дордрехт». З цією командою у 1913 році Гантер став фіналістом Кубка Нідерландів, а наступного сезону виграв цей трофей, вперше в історії клубу.
1914 року став головним тренером збірної Нідерландів, ставши лише п'ятим за ліком тренером «помаранчевих» в історії. 15 березня він дебютував на цій посаді, перемігши Бельгію (4:2), після чого був тренером ще у 4 іграх протягом року (2 перемоги, 1 нічия та 1 поразку), але його роботу у Нідерландах перервала Перша світова війна, з початком якої Гантер покинув збірну і пішов воювати в британську армію.
Після відновлення футболу після світової війни Гантер очолив швейцарську «Лозанну», а потім протягом 1923—1924 років очолював тренерський штаб клубу «Хакоах» (Відень).
1924 року прийняв пропозицію попрацювати у Туреччині, де очолив місцеву збірну, а також «Галатасарай», ставши першим іноземним головним тренером збірної Туреччини. Він прийшов, щоб підготувати національну команду до літніх Олімпійських ігор 1924 року в Парижі. Гантер привіз у країну сучасні методики футболу та тренувань. Зіграний 25 травня 1924 року матч першого туру Олімпіади з Чехословаччиною став першим офіційним матчем в історії збірної Туреччини, який відбувся за кордоном. Туреччина програла його 2:5 і вилетіла з турніру. Загалом до 1926 року Біллі Гантер провів на чолі турецької збірної 12 матчів, здобувши 5 перемог та зазнавши 7 поразок.
Гантер, паралельно тренував і «Галатасарай» з 1924 року, залишився у клубі і після того як покинув національну команду. Він провів хороший період у Галатасараї та виграв 3 поспіль титули Стамбульської ліги з 1925 по 1927 рік. У сезоні 1927/28 ліга не була організована через Літні Олімпійські ігри 1928 року, і того ж року Гантер покинув стамбульський клуб.

## Титули і досягнення

### Як гравця
- Чемпіон Західної футбольної ліги[en] (2):

«Міллволл»: 1908, 1909

### Як тренера
- Володар Кубка Нідерландів (1):

«Дордрехт»: 1913—14
- Чемпіон Стамбульської футбольної ліги (3):

«Галатасарай»: 1925, 1926, 1927